# SingStar Canciones Disney
SingStar Canciones Disney es un juego de karaoke del sistema PlayStation 2 publicado por Sony Computer Entertainment Europe y desarrollado por SCEE y London Studio. Esta es la 15.ª entrega en la saga SingStar para PlayStation 2
SingStar Canciones Disney como el juego original, es distribuido tanto solo el juego (DVD), como el juego y un par de micrófonos acompañado - uno rojo y otro azul-. SingStar es compatible con la cámara EyeToy que sirve para visualizar a los jugadores en la pantalla mientras cantan.

## El Juego
SingStar Canciones Disney es un juego de karaoke popular en el que los jugadores cantan canciones para conseguir puntos. Los jugadores interactúan con el sistema PS2 por los micrófonos USB, mientras una canción es mostrada, junto a su video musical, en pantalla. Las letras de la canción son visualizadas durante toda la partida en la parte inferior de la pantalla. SingStar Canciones Disney reta a los jugadores a cantar como en las canciones originales, pero con su propia voz. Se trata de cantar lo más parecido o igualmente, intentando afinar igual, para poder ganar puntos. Normalmente, son 2 los jugadores los que compiten a la vez, aunque el juego incluye otro tipo de modos para más jugadores
Esta 16.ª entrega de SingStar reúne temas que fueron un éxito por pertenecer a alguna banda sonora de las películas de la productora de animación infantil Disney. Entre ellas, se encuentran famosos títulos como El Rey León, La Dama y El Vagabundo, Los Aristogatos, Tarzán y El Libro de la Selva.
Esta versión de SingStar supone un cambio sustancial en cuanto a apariencia se refiere. Con la introducción de los duetos armónicos (2 voces a la vez con letras y fragmentos de canción distintos), SingStar Canciones Disney adopta el mismo sistema que el de PS3 para los duetos, mostrándose las letras de cada jugador arriba o abajo en función de donde se encuentre su pentagrama de tonos. De esta manera se facilita el juego al estar ambas cosas cerca: Línea de tonos y letras. Antes las letras solo aparecían abajo. Las puntuaciones aparecerán al final del pentagrama de tonos.
SingStar Canciones Disney, como todo el resto de juegos de SingStar, excepto la primera entrega, mide el tono de un jugador y no lo compara con la voz original, esto quiere decir, que se puede cantar en cualquier octava más alta o más baja y aun así se pueden conseguir puntos. Esto está preparado para aquellos jugadores que no son capaces de cantar en un registro tan alto o tan bajo como la grabación original. Además, SingStar Canciones Disney incluye nuevos filtros de voz que pueden ser usados en el modo Playback para distorsionar o realzar la voz grabada durante la canción.
En SingStar se puede jugar a 3 niveles distintos de dificultad -fácil, medio y difícil-. Cuanto más alto es el nivel del juego, menos podremos desafinar del tono original.
Esta versión de SingStar permite cambiar el disco de SingStar que hay dentro de la consola al principio (Al que nos referiremos como Disco Maestro), para cambiar las canciones sin la necesidad de reiniciar tu consola. Cuando hemos cambiado el disco, la interfaz de juego, la funcionalidad y la apariencia siguen permaneciendo del Disco Maestro. Esto es bastante útil con la primera versión de SingStar, que tiene varios fallos además de carecer de la capacidad de cantar en una octava menor o mayor del registro original; esto significa que hay que cantar idéntico al cantante original, con lo que es mucho más difícil. 

### Modos de Juego
- Cantar Solo - Modo para que un solo jugador cante
- Dueto - Dueto para 2 jugadores, en el que al final de la canción, sumarán sus puntuaciones.
- Batalla - Modo para 2 jugadores en el que competirán por la mejor canción. A veces también con algunas canciones en dueto, solo que sin sumar sus puntuaciones.
- Pasa el Micro - Modo multijugador especial para fiestas.

## SingStar Canciones DisneyLista de canciones

### Lista Española
| Película                  | Canción                            | Observaciones                |
| ------------------------- | ---------------------------------- | ---------------------------- |
| SingStar Canciones Disney |                                    |                              |
| 101 dálmatas              | "Cruella De Vil"                   | (en inglés)                  |
| Aladdín                   | "Un Mundo Ideal"                   | Dueto: Aladdin / Yasmin      |
| El Libro de la Selva      | "Quiero Ser Como Tú"               | Dueto: Baloo / Rey Louie     |
| El Libro de la Selva      | "Busca Lo Más Vital"               |                              |
| El Rey León               | "El Ciclo de la Vida"              | Dueto: Voz Principal / Coros |
| El Rey León               | "Voy A Ser El Rey León"            |                              |
| La Bella Durmiente        | "Eres Tú El Príncipe Azul"         | Dueto: Aurora / Felipe       |
| La Bella Durmiente        | "Me Pregunto"                      |                              |
| La bella y la bestia      | "La bella y la bestia"             |                              |
| La Cenicienta             | "Bibbidi-Babbidi-Boo"              |                              |
| La Cenicienta             | "La Canción del Trabajo"           |                              |
| La Dama y El Vagabundo    | "Vagabundo"                        |                              |
| La Sirenita               | "Bajo El Mar"                      |                              |
| La Sirenita               | "Bésala"                           | Dueto: Sebastián / Coros     |
| Los Aristogatos           | "Todos Quieren Ser Ya Gatos Jazz!" | Dueto: Tomás / Gato Jazz     |
| Peter Pan                 | "Por Donde Tú Vayas"               |                              |
| Peter Pan                 | "Volarás, volarás, volarás"        |                              |
| Tarzán                    | "Hijo de Hombre"                   |                              |
| Toy Story                 | "Hay Un Amigo En Mí"               |                              |
| Winnie Pooh               | "Winnie The Pooh"                  | (en inglés)                  |

Dueto: Cantante 1 / Cantante 2: La canción es un dueto predefinido no cooperativo. Cada jugador será uno de los cantantes que participa en ella. Puedes elegir y cambiar que micro será cada cantante.
- Las canciones de La Sirenita, La Cenicienta y La Bella Durmiente pertenecen a la versión remasterizada y doblada al castellano de España.